# أبو الحسن مدني
أبو الحسن مدني، فنان تشكيلي سوداني من مواليد مدينة عطبرة في العام 1946، وتوفي بمدينة بورتسودان في الخامس والعشرين من فبراير 2012م،  درس مراحله الأولية بالاقباط المصرية ثم الثانوي في مدينة عطبرة، انتقل للعيش مبكراً في بورتسودان لظروف عمل والده بالسكة الحديد، امتهن التصوير الفوتغرافي، وجمع بين النحت والتصوير والرسم منذ 1967، ثم درس في معهد الكليات التكنولوجية (جامعة السودان حالياً) وتخرج في قسم الرسم والتلوين وكانت شهرته قد سبقته إلى هناك وسط زملائه ومعلميه.

## التجربة الأكاديمية
التجربة الاكاديمية التي تصاهرت مع الموهبة، كانت مرحلة مهمة استفاد خلالها من خبرات الاساتذة في التلوين واللوحات الزيتية وتكنيكها، له معارض في العديد من الولايات وعواصم المحافظات، وجد قبولاً منقطع النظير عند العامة والمشتغلين عموماً بالفنون، اشترك في عدة دورات من معارض الخرطوم الدولية كتشكيلي ومنفذ ومصمم ديكور لأجنحة ولاية البحر الاحمر التي تظهر تراث المنطقة.
كان الراحل أبوالحسن يتخير الأحياء الشعبية القديمة مثل (ديم جابر والجناين وديم عرب) بمدينة بورتسودان لرسم لوحاته، واستطاع أن يعبر عن فولكلور الشرق بعد معايشة امتدت لنصف قرن.

### علاقته مع الفنون
بدأت منذ الصغر بالطين والصلصال قبل المرحلة الدراسية، ووجد تشجيعاً من الأهل بعد أن لمسوا الموهبة المبكرة وكذلك الرسم على الجدران ثم مراحل الدراسة، وكانت المدارس المصرية تهتم بالفنون حيث وجدت كثيراً من التشجيع، وأول معرض اقامه في مدرسة الثغر المصرية، وكان قد عمل عملاً متكاملاً بمعاونة أستاذ موريس المدني، بعدها جمع لوحات لمايكل انجلو وفان جوخ ومونييه لدراسة الابعاد والظلال بالإضافة لتشكيليين مصريين امثال جمال كامل ويوسف فرانسيس. 

### شهرته
لوحة "العواسة" التي نشرتها إحدى الصحف القومية وكان يرأس صفحة الفنون بها الصحفي سليمان عبد الجليل، دفعت به إلى رحاب الشهرة، وأصبح الناس يعرفون ان هنالك تشكيلياً يسمى أبو الحسن مدني، ثم توالت اللوحات ونشرت بعد ذلك في صحف الصحافة والايام ومجلة الإذاعة والتلفزيون، وحتى التلفزيون القومي عرض له بعض اللوحات في برامجه الفنية وكان هذا في نهاية السبعينات.